# Coupe de Suisse de football 1940-1941
Navigation
Édition précédente Édition suivante
La Coupe de Suisse 1940-1941 est la seizième édition de la Coupe de Suisse. Le Grasshopper Club Zurich remporte son huitième titre en battant en finale le Servette FC .

## Compétition

### Quarts de finale
Les quarts de finale ont lieu du 9 au 23 février 1941.
| Équipe 1       | Résultat | Équipe 2                |
| -------------- | -------- | ----------------------- |
| Servette FC    | 6 - 2    | FC Lugano               |
| Concordia Bâle | 2 - 5    | Grasshopper Club Zurich |
| BSC Young Boys | 2 - 1    | Lausanne-Sports         |
| FC Granges     | 2 - 0    | Young Fellows Zurich    |

### Demi-finales
Les demi-finales ont lieu le 2 mars 1941.
| Équipe 1                | Résultat | Équipe 2       |
| ----------------------- | -------- | -------------- |
| Grasshopper Club Zurich | 3 - 0    | FC Granges     |
| Servette FC             | 4 - 2    | BSC Young Boys |

### Finale
| 14 avril 1941 | Grasshopper Club Zurich | 1 - 1   | Servette FC | Stade du Wankdorf, Berne |                      |
|               |                         | (0 - 1) |             | Spectateurs : 12 000     | Spectateurs : 12 000 |

Match d'appui :
| 22 mai 1941 | Grasshopper Club Zurich | 2 - 0   | Servette FC | Stade du Wankdorf, Berne |                      |
|             |                         | (2 - 0) |             | Spectateurs : 12 000     | Spectateurs : 12 000 |